# ماتئو سانتورو
ماتئو سانتورو (ایتالیایی: Matteo Santoro؛ زادهٔ ۹ اکتبر ۲۰۰۶) شیرجه‌رو اهل ایتالیا است.
وی در مسابقات کشوری و بین‌المللی در مجموع برندهٔ ۱۱ مدال طلا، ۲ مدال نقره، ۲ مدال برنز شده‌است.